# Hứa Quang Hán
Hứa Quang Hán (sinh ngày 31 tháng 10 năm 1990) là một diễn viên, người mẫu, ca sĩ người Đài Loan. Anh được biết đến nhiều nhất qua các vai diễn trong Dương quang phổ chiếu (2019), Muốn gặp anh (2019–2020) và Hôn lễ của em (2021). Năm 2020, Hứa Quang Hán lần đầu tiên lọt vào danh sách 100 ngôi sao nổi tiếng Trung Quốc theo Forbes với thứ hạng 69.

## Sự nghiệp
Năm 2011, anh tham gia buổi casting nam chính cho MV "Mr. Right" của Quách Thư Dao nhưng cuối cùng lại được chọn làm nam chính cho MV "Bày Tỏ Tình Yêu".
Năm 2012, anh ký hợp đồng với công ty âm nhạc, tuy đã có kế hoạch phát triển thành một nhóm nhạc nam, nhưng cuối cùng kế hoạch lại bị huỷ và vì vấn đề hợp đồng, mà anh bị công ty đóng băng 1 năm.
Ngoài ra, anh còn tham gia khoá học diễn xuất trước khi quay phim "Thứ Vị Nam Hài".
Kết quả vì vấn đề hợp đồng nên anh không thể nhận bộ phim này, sau đó anh tham gia hoạt động tuyển chọn diễn viên của Q Place.
Năm 2013, hợp tác với Hồ Giai Ý, Soái Vũ, Tạ Thừa Vỹ trong phim "Nhập Tiềm Lam Trung Lam", trong phim anh vào vai một Trần Mân Hạo học giỏi và có ngoại hình ưa nhìn. Đây là tác phẩm đầu tay của anh, từ đó anh chính thức gia nhập vào làng giải trí.
Năm 2014, anh tham gia MV "Không biết Khi Nào Quay Trở Lại" của Châu Truyền Hùng.
Ngày 09/11/2015, phim ngắn "Hương Vị Tình Yêu Đài Bắc" hợp tác cùng với Vưu Thành, Tạ Nghi Quân được phát sóng.
Năm 2016, cùng với Ngô Khảng Nhân, Hà Thục Cần, Trần Dư hợp tác trong bộ phim "Bão Cát Tình Yêu", anh vào vai Trang Hạo Dương là bạn cùng học đại học của nhân vật Lâm Diệc San.
Ngày 18/11, bộ phim tình cảm đặc sắc "Cô giáo Khương có từng yêu đương chưa?" cùng với Lam Chính Long, Trịnh Gia Du, Diệp Tinh Thần được phát sóng, trong phim anh vào vai Trần Uy Chính mắc chứng chậm phát triển.
Sau đó anh nhận được đề cử giải Nam diễn viên phụ xuất sắc nhất của giải thưởng Chuông Vàng lần thứ 52 (Golden Bell Awards) do Bộ Văn hóa Đài Loan tổ chức.
Ngày 30/07/2017, bộ phim đề tài thanh xuân vườn trường "Nghỉ, Nghiêm Anh Yêu Em" hợp tác cùng với Khâu Thắng Dực, Tăng Chi Kiều, Quách Thư Dao được phát sóng, trong phim anh vào vai anh chàng học sinh cấp 3 hư hỏng Kim Vũ Bân.
Cùng năm đó, anh tham gia vào bộ phim điện ảnh "Rung động đầu đời" của đạo diễn Sát Mật Khiết, trong phim anh vào vai mối tình đầu của Diêu Ái Ninh.
Ngày 22/12, bộ phim "Chàng Trai Của Tôi" do Lâm Tâm Như và Trương Hiên Duệ đóng chính được phát sóng, trong phim Hứa Quang Hán vào vai Nicholas, là bạn thân của An Khánh Huy (do Trương Hiên Duệ thủ vai).
Ngày 14/03/2018, bộ phim đề tài khoa học viễn tưởng "Meet me @1006" cùng với Lý Quốc Nghị, Tạ Hân Dĩnh, Tạ Khôn Đạt được phát sóng, trong phim anh vào vai Châu Đại Quân, là trợ lí luật sư của Kha Chấn Vũ và mắc chứng ưa sạch sẽ.
Ngày 17/11/2019, bộ phim tình yêu đô thị "Muốn gặp anh" hợp tác với Kha Giai Yến, Thi Bách Vũ được phát sóng.
Ngày 21/6/2024, Hứa Quang Hán tham gia bộ phim "Trư Bát Giới: Đại Náo Thế Giới Mới (Pigsy)", anh đảm nhận phần lồng tiếng cho nhân vật chính Trư Bát Giới.
Cùng năm đó, anh còn tham gia bộ phim truyền hình Hàn Quốc "No Way Out: The Roulette" cùng với Jo Jin Woong, Lee Kwang Soo,... Trong phim anh vào vai Mr. Smile, một sát thủ không có danh tính hay quốc tịch.

## Danh sách phim

### Phim truyền hình
| Năm phát sóng | Tựa đề phim                                       | Vai diễn                             | Thể loại                      | Vai trò   |
| ------------- | ------------------------------------------------- | ------------------------------------ | ----------------------------- | --------- |
| 2016          | Q Series: Bão cát tình yêu                        | Trang Hạo Dương                      | Gia đình                      | Vai chính |
| 2016          | Q Series: Cô giáo Khương, có từng yêu đương chưa? | Trần Uy Chính                        | Chính kịch                    | Vai phụ   |
| 2017          | Nghỉ nghiêm anh yêu em                            | Kim Vũ Bân                           | Thanh xuân vườn trường        | Vai phụ   |
| 2017          | Chàng trai của tôi                                | Nikolas                              | Lãng mạn                      | Vai phụ   |
| 2018          | Khách trọ phòng 1006                              | Châu Đại Quân                        | Khoa học viễn tưởng           | Vai phụ   |
| 2019          | Tội nhân vô định                                  | Lâm Quý Tử                           | Hành động, phiêu lưu          | Vai phụ   |
| 2019          | Muốn gặp anh                                      | Lý Tử Duy / Vương Thuyên Thắng       | Tâm lý, tình cảm              | Vai chính |
| 2020          | Ru: Taiwan Express                                | Kevin                                | Tình cảm, đời sống            | Vai phụ   |
| 2021          | Mưa không rơi trên vùng đất vô thần               | Chính mình / Kakarayan [The Creator] | Bí ẩn, lãng mạn, kì ảo        | Khách mời |
| 2021          | Hoa đăng sơ thượng                                | Bạn cùng lớp của Hà Dư Ân            | Giật gân, lãng mạn, đời sống  | Khách mời |
| 2024          | No Way Out: The Roulette                          | Mr. Smile                            | Hành động, giật gân, tội phạm | Vai phụ   |
| 2024          | Phân khu chính cảng                               | Ngô Minh Hàn                         | Bí ẩn, hài                    | Vai chính |
| TBA           | Mr. Smile                                         | Mr. Smile                            | Hành động, giật gân, tội phạm | Vai chính |

### Phim điện ảnh
| Năm phát sóng | Tựa đề                                   | Tên tiếng Anh             | Vai diễn                       | Bạn diễn         | Vai trò    |
| ------------- | ---------------------------------------- | ------------------------- | ------------------------------ | ---------------- | ---------- |
| 2018          | Chàng trai hoa thác                      | Back to the Good Times    | Trang Hạo Dương                |                  | Khách mời  |
| 2018          | Rung động đầu đời                        | Hijra in Between          | Văn Đường Sinh                 |                  | Vai chính  |
| 2019          | Dương quang phổ chiếu                    | A Sun                     | Trần Kiến Hào                  |                  | Vai phụ    |
| 2021          | Hôn lễ của em                            | My Love                   | Châu Tiêu Tề                   | Chương Nhược Nam | Vai chính  |
| 2022          | Chuyện tôi và ma quỷ thành người một nhà | Marry My Dead Boy         | Ngô Minh Hàn                   | Lâm Bách Hoành   | Vai chính  |
| 2022          | Muốn gặp anh                             | Someday or One Day        | Lý Tử Duy / Vương Thuyên Thắng | Kha Giai Yến     | Vai chính  |
| 2023          | Đau thương chẳng thể rơi lệ              | Behind the Blue Eyes      | Trần Hiếu Danh                 |                  | Khách mời  |
| 2023          | Man thiên quá hải                        | The Invisible Guest       | Trịnh Uy                       | Trương Quân Ninh | Vai chính  |
| 2024          | Thanh xuân 18×2: Lữ trình hướng về em    | 18×2 Beyond Youthful Days | Lâm Gia Minh (Jimmy)           | Kiyohara Kaya    | Vai chính  |
| 2024          | Trư Bát Giới: Đại náo Thế giới mới       | Pigsy                     | Trư Bát Giới                   |                  | Lồng tiếng |
| 2025          | Năm của anh, ngày của em                 | Measure in Love           | Thự Tể                         | Viên Lễ Lâm      | Vai chính  |

### Phim ngắn
| Năm phát sóng | Tựa đề    | Vai diễn |
| ------------- | --------- | -------- |
| 2013          | Song toàn | Tiểu Quỷ |

## Video âm nhạc
| Năm  | Ca Khúc                            | Nghệ sĩ              |
| ---- | ---------------------------------- | -------------------- |
| 2004 | Lớp 2 Năm 3                        | Châu Kiệt Luân       |
| 2012 | Bày tỏ tình yêu                    | Quách Thư Dao        |
| 2013 | Làm Sao Anh Có Thể Yên Tâm Ngủ Say | Đới Bội Ni           |
| 2014 | Không biết khi nào quay trở lại    | Châu Truyền Hùng     |
| 2017 | Vô Thanh                           | Ngô Khắc Quần        |
| 2019 | Vanilla Villa                      | Sunset Rollercoaster |

## Âm nhạc
Studio album
- Hứa Quang Hán (2021)

## Giải thưởng và đề cử
| Năm  | Giải thưởng                                                | Hạng mục                                   | Vai - Tác phẩm                                         | Kết quả   | Tham khảo |
| ---- | ---------------------------------------------------------- | ------------------------------------------ | ------------------------------------------------------ | --------- | --------- |
| 2017 | Giải Kim Chung lần thứ 52                                  | Nam diễn viên phụ xuất sắc nhất            | Trần Uy Chính - Cô Giáo Khương Có Từng Yêu Đương Chưa? | Đề cử     | [ 5 ]     |
| 2020 | en:Youth Film Handbook Award                               | Nam diễn viên phụ xuất sắc nhất            | Trần Kiến Hào - Dương quang phổ chiếu                  | Đề cử     | [ 6 ]     |
| 2020 | Giải Kim Chung lần thứ 55                                  | Nam diễn viên chính xuất sắc nhất          | Muốn gặp anh                                           | Đề cử     | [ 7 ]     |
| 2020 | IQIYI Screaming Night - Best Screen                        | Cặp đôi của năm (cùng Kha Giai Yến)        | Muốn gặp anh                                           | Đoạt giải | [ 8 ]     |
| 2020 | Esquire Men At His Best Awards                             | Nghệ sĩ hàng năm của Hồng Kông và Đài Loan | —                                                      | Đoạt giải | [ 9 ]     |
| 2020 | Video Tencent All Star Awards                              | Diễn viên triển vọng của năm               | —                                                      | Đoạt giải | [ 10 ]    |
| 2020 | Kim Cốt Đóa - Liên hoan phim và truyền hình mạng lần thứ 5 | Nam diễn viên được yêu thích của năm       | —                                                      | Đoạt giải | [ 11 ]    |
| 2021 | Giải Hoa Đỉnh lần thứ 30                                   | Diễn viên mới xuất sắc nhất                | Hôn lễ của em                                          | Đề cử     | [ 12 ]    |